# Giuseppe Santonastaso (1875-1959)
Giuseppe Santonastaso (Caserta, 6 settembre 1875 – 3 maggio 1959) è stato un politico e avvocato italiano.

## Biografia
Avvocato campano, esponente del Partito Nazionale Monarchico, viene eletto al Senato nella I legislatura della Repubblica Italiana, restando in carica fino al 1953.
La moglie, Romilda, lo lasciò vedovo prematuramente. Da lei ebbe sette figli: Francesco, Teodoro, Alfredo, Bianca, Olga (16 luglio 1914 – 5 settembre 2019), Maria, e Vittorio, il più giovane.
Muore all'età di 83 anni, nel maggio 1959.